# El santo (película de 2023)
El santo es una película de dramática argentina de 2023 dirigida por Juan Agustín Carbonere.
La película fue seleccionada para competir en la sección oficial a la mejor película de la Competencia Internacional en la 24° edición del Buenos Aires Festival Internacional de Cine Independiente.

## Sinopsis
Rubén, un humilde curandero, atiende a sus pacientes con extravagantes e inquietantes y perturbadoras. Con la aparición de Benjamín, se hace más popular y de culto. Pero esa fama acabará siendo su propio infierno.

## Premios y nominaciones
| Premio/Festival de Cine                                   | Fecha del evento                 | Categoría                                                | Nominado | Resultado | Ref. |
| --------------------------------------------------------- | -------------------------------- | -------------------------------------------------------- | -------- | --------- | ---- |
| Buenos Aires Festival Internacional de Cine Independiente | 19 de abril al 1 de mayo de 2023 | Competencia internacional Mejor película premio estímulo | El santo | Ganador   |      |
| Buenos Aires Festival Internacional de Cine Independiente | 19 de abril al 1 de mayo de 2023 | Competencia internacional Mejor director                 | El santo | Ganador   |      |
| Buenos Aires Festival Internacional de Cine Independiente | 19 de abril al 1 de mayo de 2023 | Competencia internacional Mejor Dirección de Arte        | El santo | Ganador   |      |
| [ 2 ]                                                     |                                  |                                                          |          |           |      |